# Индийская золотая иволга
Индийская иволга (лат. Oriolus kundoo) — вид птиц из семейства иволговых, обитающий на Индийском субконтиненте и в Центральной Азии. Раньше этот вид считался подвидом обыкновенной иволги, но теперь считается отдельным видом. Подвидов не выделяют. Взрослых особей можно отличить от обыкновенной иволги по чёрной полосе, проходящей через глаз.

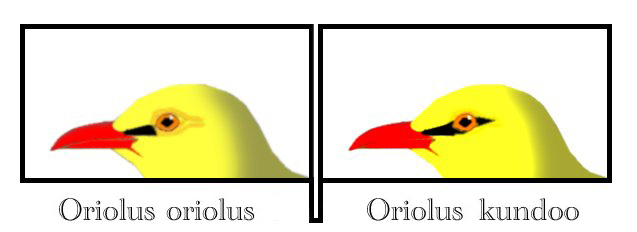
Отличие обыкновенной иволги (Oriolus oriolus) и индийской иволги (Oriolus kundoo)

## Таксономия и систематика
Индийская золотая иволга была описана английским натуралистом Уильямом Генри Сайксом в 1832 году и получила биномиальное имя Oriolus kundoo. Хотя первоначально индийская золотая иволга описывалась как отдельный вид, обычно её рассматривали как подвид обыкновенной иволги. В 2005 году орнитологи Памела Расмуссен и Джон Андертон в своей книге Birds of South Asia: The Ripley Guide решили рассматривать эти две разновидности как отдельные виды на основании различий в морфологии, оперении, пении и того факта, что эти две разновидности не спариваются. Подтверждение этого разделения было подтверждено молекулярно-филогенетическим исследованием, опубликованным в 2010 году, и большинство орнитологов теперь рассматривают индийскую золотую иволгу как отдельный вид.

## Описание

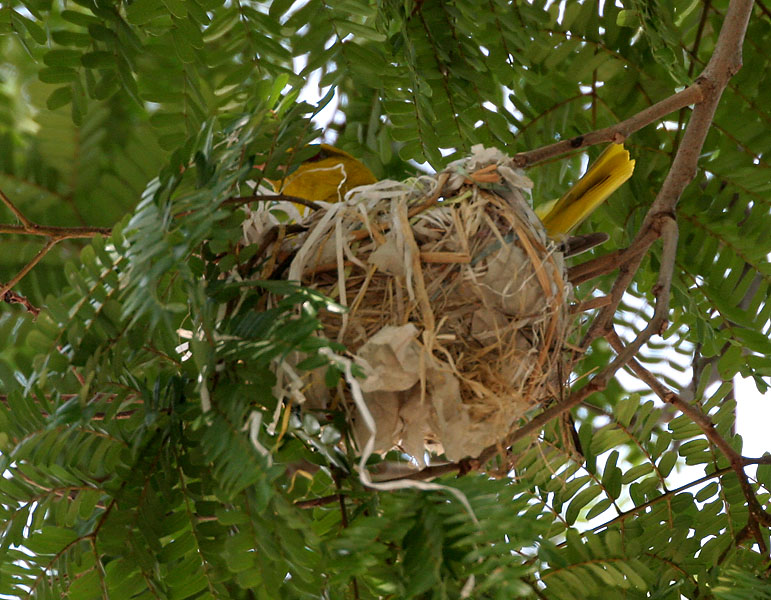
Самец в гнезде (Хайдарабад, Индия)

Индийская золотая иволга очень похожа на обыкновенную иволгу, но имеет более жёлтый цвет на хвосте и более бледный оттенок красного в радужной оболочке и клюве. У самца есть чёрная полоса вокруг глаза, проходящая за глазом, большое запястное пятно на крыле и широкие желтые кончики на крыле. Полоски на нижней стороне у этих самок более резкие, чем у самок золотой иволги.. Обыкновенная иволга крупнее, длина крыла 149—162 мм у взрослых птиц по сравнению с 136—144 мм у O. kundoo. Формула крыла также отличается: второе первостепенное маховое перо длиннее пятого у обыкновенной иволги, а у O. kundoo пятое первостепенное маховое перо длиннее второго.

## Ареал и среда обитания

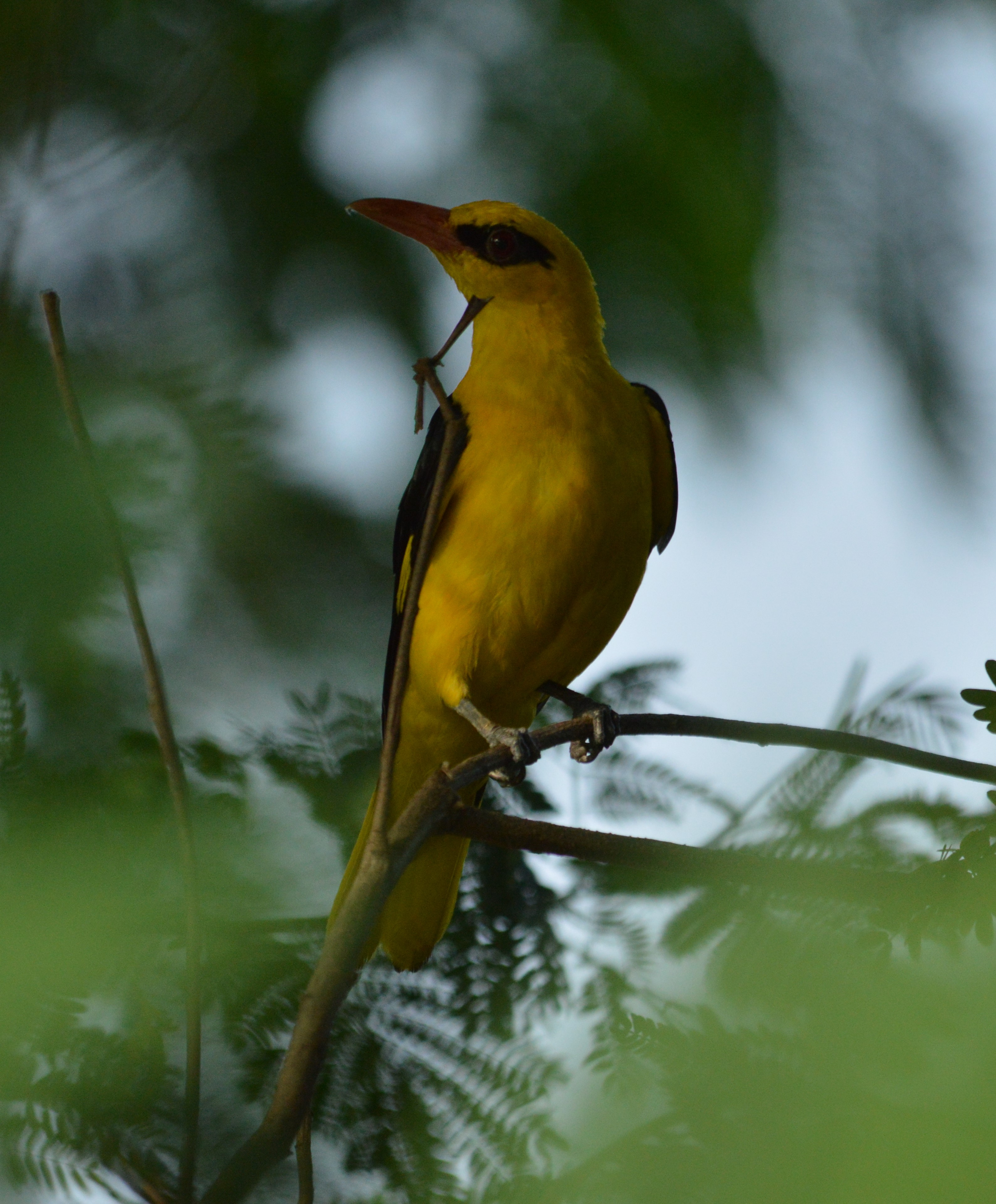
Самец в Мадхья-Прадеше, Индия

Эта иволга размножается от Белуджистана и Афганистана вдоль Гималаев до Непала. Некоторые популяции размножаются в районе полуострова, но только в некоторых местах. Северные популяции зимуют на юге Индии, а некоторые птицы зимуют на Шри-Ланке. Популяции, обитающие на Мальдивах и Андаманских островах, тщательно не изучались.
Индийская золотая иволга обитает в различных средах обитания, включая открытые лиственные леса, полувечнозелёные леса, редколесья, опушки леса, мангровые заросли с разбросанными деревьями, в парках, садах и полях.

## Поведение
Полет индийской золотой иволги ныряющий, но быстрый, и было зарегистрировано, что он достигает около 40 км/ч. Иногда они купаются, залетая в небольшой бассейн с водой. Птица, окольцованная в Гуджарате, была обнаружена в Таджикистане более девяти лет спустя.

### Размножение
Индийская золотая иволга является частичным мигрантом. Гнездится в Центральной Азии и на Индийском субконтиненте. Индийская популяция в основном постоянная, в то время как другая популяция является мигрирующей.
Сезон размножения — с апреля по август, гнездо представляет собой небольшую чашку, помещённую в развилку на конце ветки. Гнезда часто строят по соседству с гнездом черного дронго. Типичная кладка состоит из двух-трёх белых яиц с красноватыми, коричневыми и чёрными крапинками. Оба родителя принимают участие в уходе за гнездом и выводком, защищая гнездо от птиц, таких как тювик и вороны.

### Питание
В состав рациона входят ягоды и фрукты, а также беспозвоночные. Иногда питается семенами, нектаром и пыльцой. Они способны рассеивать семена многих ягодных растений, включая инвазивную лантану. Зарегистрировано питание мелкими ящерицами (индийский летучий дракон).

### Болезни
Было высказано предположение, что протозойный кровяной паразит Haemoproteus orioli, описанный у этого вида, встречается у многих видов иволги.